# West-Samoaanse pond
Het West-Samoaanse pond was tussen 1914 en 1967 de munteenheid van West-Samoa. Het was onderverdeeld in 20 shilling, elk van 12 pence.

## Geschiedenis
In 1914, na de Nieuw-Zeelandse bezetting van Duits-Samoa, verving het pond sterling (Britse pond) de Duitse mark als munteenheid van het gebied. Toen het Nieuw-Zeelandse pond in 1930, aan het begin van de grote depressie, zijn pariteit met het Britse pond verbrak, volgde de Samoaanse eenheid dezelfde koers als het Nieuw-Zeelandse pond. Er zijn geen speciale uitgiften van sterlingmunten uitgegeven voor West-Samoa. De in omloop zijnde munten waren oorspronkelijk Britse munten en vanaf 1934 werden het voornamelijk de nieuwe Nieuw-Zeelandse munten. Toen Nieuw-Zeeland in 1967 zijn munt decimaliseerde, werd het West-Samoaanse pond vervangen door de Samoaanse tala, met een koers van 1 pond = 2 tala.

## Bankbiljetten
In 1915 werden de eerste voorlopige bankbiljetten (gedateerd uit 1914 maar uitgegeven in 1915) uitgegeven door de Nieuw-Zeelandse bezettende militaire macht. Dit waren opdrukbiljetten van één pond en vijf pond van de Bank of New Zealand, ondertekend door luitenant-kolonel Logan. In 1920 werden er tien shillingbiljetten van de Bank of New Zealand aan toegevoegd. In 1922 werden schatkistbiljetten uitgegeven "op gezag van de Nieuw-Zeelandse regering" in coupures van 10 shilling, 1 en 5 pond. Deze bankbiljetten werden uitgegeven tot 1961, toen de Bank of Western Samoa de uitgifte van papiergeld overnam. De eerste uitgiften van de Bank waren opdrukken op de schatkistbiljetten. In 1963 werden gewone bankbiljetten geïntroduceerd in dezelfde coupures.